# ثلاثية الجنيحات
ثلاثية الجُنَيّحات (الاسم العلمي: Tripterygium)، جنس نباتات من فصيلة الحرابية. وهو يشمل ثلاثة أنواع من النباتات المتسلقة أو الشجيرات المتسلقة التي تنمو في اليابان وكوريا والصين وتايوان وفيتنام وميانمار. يستخدم النوع ثلاثية الجنيحات ويلفوردي في الطب الصيني التقليدي.

## الأنواع
يشتمل الجنس على ثلاثة أنواع مقبولة
- Tripterygium doianum Ohwi
- تريبترجيم ريجلي Sprague & Takeda
- تريبترجيم ويلفوردي Hook.f.